# Akademie für Lehrerfortbildung und Personalführung

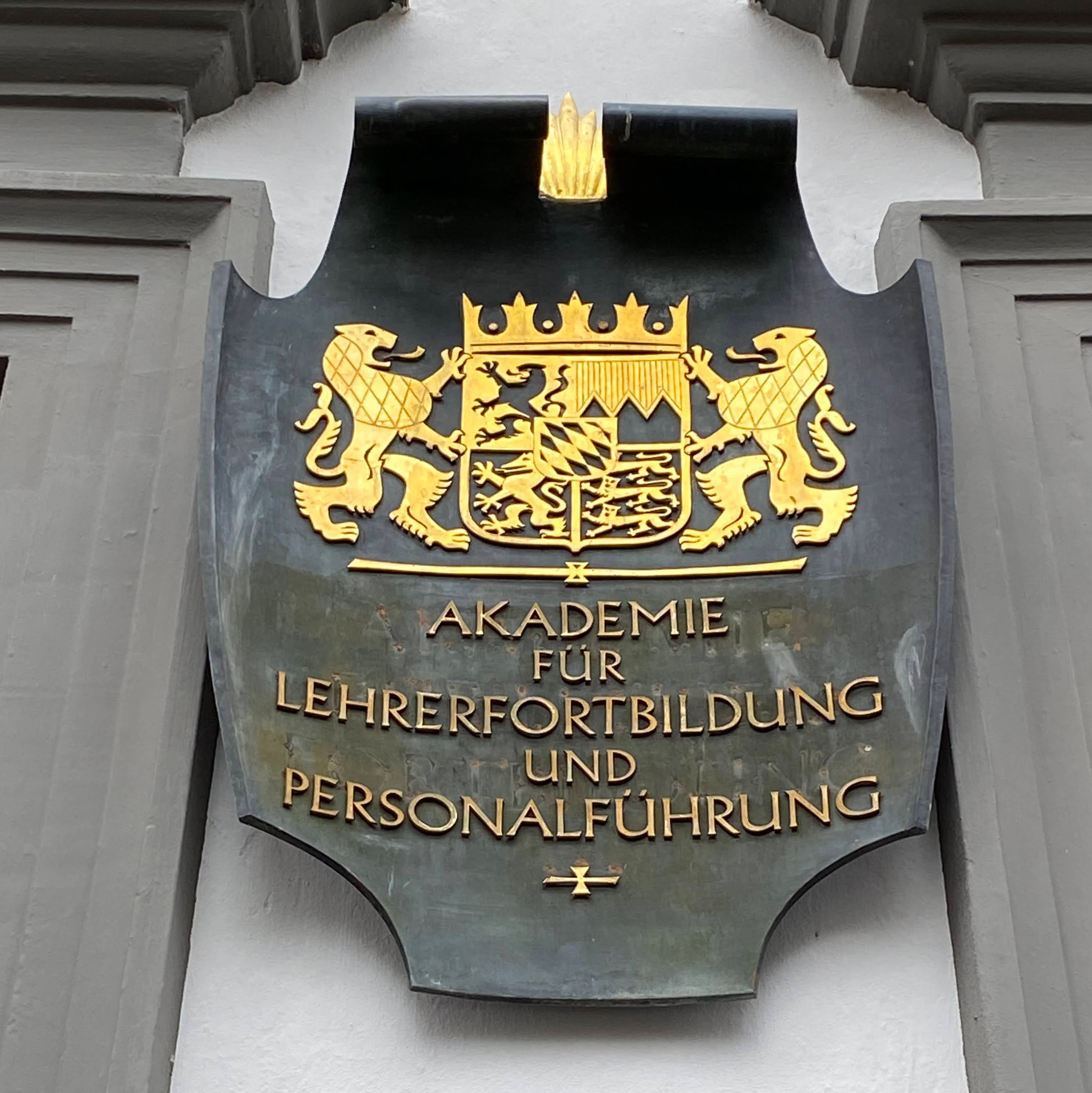
Die ALP

Die Akademie für Lehrerfortbildung und Personalführung (kurz ALP) wurde 1971 in den Gebäuden der Philosophisch-theologischen Hochschule der Augsburger Bischöfe in Dillingen eingerichtet. Sie ist die zentrale Fortbildungseinrichtung für Lehrkräfte, Multiplikatoren, Funktionsträger, Schulleiter und Mitarbeiter der Schulaufsicht und Schulverwaltung in Bayern. Die Akademie untersteht direkt dem Bayerischen Staatsministerium für Unterricht und Kultus. Daneben besteht mit anderen Aufgaben das Staatsinstitut für Schulqualität und Bildungsforschung (ISB).

## Fortbildungsangebot
Das Fortbildungsangebot der Akademie richtet sich hauptsächlich an Multiplikatoren aller Schularten und Schulfächer (außer Sport und Religion), die die Inhalte im Rahmen der regionalen, lokalen oder schulinternen Fortbildung weitergeben sollen. Außerdem hat die Akademie die Aufgabe Funktionsträger und pädagogische Führungskräfte aus- und weiterzubilden. Weitere Aufgaben sind die Beratung und Fortbildung im informationstechnischen und medienpädagogischen Bereich sowie die Betreuung des Bayerischen Schulservers.

## Geschichte des Hauses

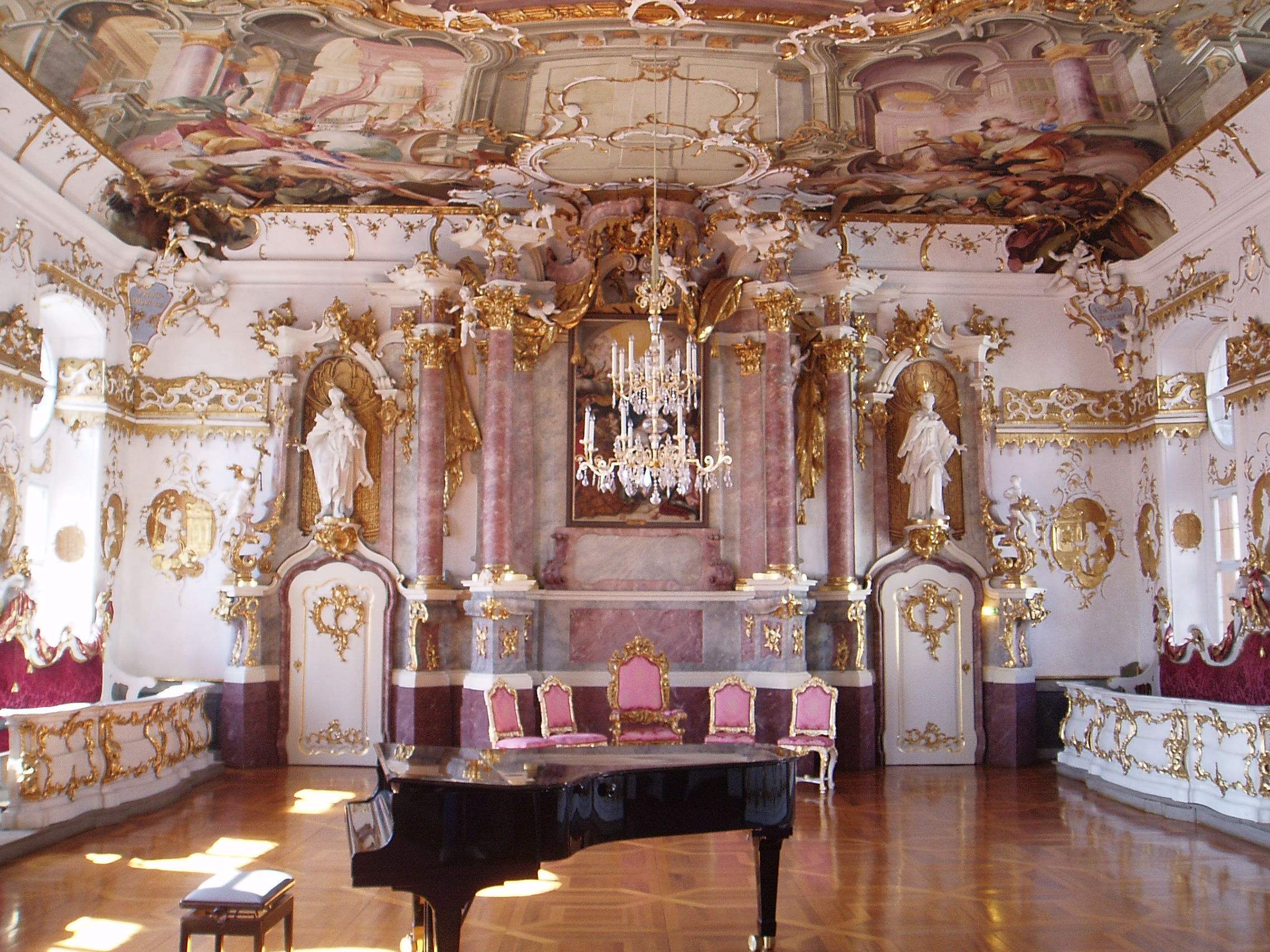
Goldener Saal

Siehe auch: Universität Dillingen, Philosophisch-Theologische Hochschule Dillingen
1549 wurde das Collegium St. Hieronymi, auch „Collegium Litterarum“ genannt, durch Kardinal Otto Truchsess von Waldburg gegründet und 1551 zur Universität erhoben. Im Jahre 1563 wurde es durch den Jesuitenorden übernommen und entwickelte sich zu einem Zentrum der Gegenreformation. Der Jesuitenorden wurde 1773 aufgehoben (Jesuitenverbot). Im Zuge der Säkularisation wurde die Universität im Jahr 1803 in ein Lyzeum mit akademischem Rang umgewandelt, aus der 1923 die Philosophisch-Theologische Hochschule der Augsburger Bischöfe hervorging. Diese wurde 1970 in die Universität Augsburg integriert. Die „Akademie für Lehrerfortbildung“ wurde 1971 gegründet und 1996 in „Akademie für Lehrerfortbildung und Personalführung“ umbenannt.

## Kritik
Der Bayerische Oberste Rechnungshof kritisierte 2015 die Organisation und die Personalwirtschaft bei der Akademie als unzureichend.